# Aylin Kabasakal
Aylin Kabasakal (* 27. Februar 1974 in Deutschland) ist eine türkische Schauspielerin.

## Biografie
Kabasakal wurde am 27. Februar 1974 in Deutschland geboren. Sie studierte in Izmir an der Universität des 9. September. Ihr Debüt gab sie 1997 in der Fernsehserie Dostlar Pasajı. Anschließend spielte sie 2002 in dem Film Ömerçip mit. Von 2004 bis 2007 war sie in der Serie Cennet Mahallesi zu sehen. 2009 heiratete sie Nazif Sevim. Außerdem bekam Kabasakal in dem Film Eş Ruhumun Eş Zamanı die Hauptrolle. Zwischen 2014 und 2017 setzte sie ihre Karriere in Güzel Köylü fort. Unter anderem trat sie 2016 in Hanım Köylü auf. 2020 wurde Kabasakal für die Serie Sen Çal Kapımı gecastet.

## Filmografie
Filme
- 1998: Kaçıklık Diploması
- 1999: Kayıkçı
- 2002: Ömerçip
- 2012: Eş Ruhumun Eş Zamanı
- 2019: Mirasyedi

Serien
- 1997: Dostlar Pasajı
- 2000: Evdeki Yabancı
- 2000: Dikkat Bebek Var
- 2001–2002: Çifte Bela
- 2004–2007: Cennet Mahallesi
- 2008: Görgüsüzler
- 2008–2009: Baba Ocağı
- 2012: Melekler ve Şeytanlar
- 2014–2015: Güzel Köylü
- 2016: Hanım Köylü
- 2020: Sen Çal Kapımı